# Etrusco Benci
Etrusco Benci (n. 25 iunie 1905, Grosseto, Toscana, Italia – d. 12 iunie 1943, Brussel, Comunitatea Francofonă din Belgia⁠(d), Belgia) a fost un partizan italian.